# Slag aan de Burbia
De Slag om Río Burbia of de Slag om de rivier Burbia was een strijd in het jaar 791 tussen de troepen van het koninkrijk Asturië, onder bevel van koning Bermudo I van Asturië, en de troepen van het emiraat Córdoba, geleid door Yusuf ibn Bujt. De strijd vond plaats in de context van de Ghazws van Hisham I tegen de christelijke rebellen van het noordelijke Iberische schiereiland. De strijd vond plaats nabij de Río Burbia, in het gebied dat tegenwoordig bekend staat als Villafranca del Bierzo. De strijd resulteerde in de overwinning voor de Moren.

## Het gevecht
In zijn poging het koninkrijk Asturië te annexeren, organiseerde de emir twee legers om deze annexatie af te dwingen. Het eerste leger was belast met het veroveren van Galicië en het tweede met het veroveren van Baskenland. Toen Hisham I terugkeerde naar het grondgebied van Al-Andalus met de buit van zijn veroveringen, viel het Asturische leger aan. Het Omajjaden-leger, onder de competente leiding van generaal Yusuf ibn Bujt, was in staat de aanval met succes af te weren en de hinderlaag verder om te zetten in een overwinning.

## Gevolgen
De terugtocht van het Asturische leger veroorzaakte de troonsafstand van koning Bermudo ten gunste van Alfonso II van Asturië, zoon van koning Fruela I van Asturië, kleinzoon van Alfonso I van Asturië en achterkleinzoon van Pelagius van Asturië. Alfonso's eerste zet als de nieuwe koning zou zijn om de hoofdstad naar Ovetao of Oviedo te verplaatsen. Hij werd gekroond volgens de rechten van de oude Visigotische koningen in Toledo op 14 september 791.
Bermudo keerde in hetzelfde jaar terug naar zijn oude geestelijke levensstijl en stierf in het jaar 797. Hij zou worden herinnerd als een gulle, grootmoedige en illustere koning.
Deze nederlaag had het uitstel van de Reconquista voor vele jaren tot gevolg.